# 椎名千里
椎名 千里（しいな ちさと、1982年12月28日 - ）は、千葉県出身の元女子フィギュアスケート選手。修徳高校から淑徳大学に進んだ。

## 人物
6歳の時に新松戸DLLクラブでフィギュアスケートを始める。ジャネット・リンに憧れていた。1996年に初めて全日本ジュニア選手権に出場、1998年、1999年には同選手権を連覇した。1997-1998年シーズンに創設されたISUジュニアグランプリに参戦。2大会連続で表彰台に上り、JGPファイナルにも出場を果たした。
1999年の第68回全日本選手権ではショートプログラム4位から5種類のトリプルジャンプを決めて逆転優勝した。しかしこのシーズンに行われる2000年世界選手権の代表は2000年四大陸選手権の結果で決定するという突然の日本スケート連盟の方針転換があり、四大陸選手権では14位と結果が残せず世界選手権代表に選出されなかった。2000-2001年シーズン以降はシニアに完全転向し、ISUグランプリシリーズにも出場を果たしたが、ケガもありジュニア時代のような結果は残せなかった。2004-2005年シーズンをもって引退。
2013年11月、イラスト詩集を発表。
現在は千葉県にてジュニア向けフィギュアスケートスタジオ「ルッツ」のテクニカルアドバイザーを務めている。

## 主な戦績
| 大会/年               | 1997-98 | 1998-99 | 1999-00 | 2000-01 | 2001-02 | 2002-03 | 2003-04 | 2004-05 |
| --------------------- | ------- | ------- | ------- | ------- | ------- | ------- | ------- | ------- |
| 四大陸選手権          |         |         | 14      |         |         |         |         |         |
| 全日本選手権          |         | 7       | 1       | 14      |         | 16      |         | 16      |
| GPスケートアメリカ    |         |         |         | 9       |         |         |         |         |
| ユニバーシアード      |         |         |         |         |         | 4       |         |         |
| 世界Jr.選手権         | 6       | 11      | 24      |         |         |         |         |         |
| 全日本Jr.選手権       | 棄権    | 1       | 1       |         |         |         |         |         |
| JGPファイナル         | 5       | 7       |         |         |         |         |         |         |
| JGPスケートスロベニア |         |         | 9       |         |         |         |         |         |
| JGPハンガリー         |         | 3       |         |         |         |         |         |         |
| JGPメキシコ杯         |         | 3       |         |         |         |         |         |         |
| JSウクライナ記念      | 2       |         |         |         |         |         |         |         |
| JGPソフィア杯         | 3       |         |         |         |         |         |         |         |

## 書籍
- こころのホットミルク （文芸社、2013年11月） ISBN 4286137880